# Stenröjningsvagn
Stenröjningsvagn är ett fordon som röjer sten på åker och fält eller för nyodling. Vid brukande av jord vid många platser i Norden har större stenar varit ett problem vid den utökande mekaniseringen; man har tidigare använt stubbrytare eller sprängt dessa med sprängkrut eller dynamit.
I slutet av 1940 kom de första stenröjningsvagnarna till som var anpassade till att forsla bort större jordfasta stenar. Dessa fordon var ibland före detta militära lastbilar från krigets Europa som nu blivit överflödiga, en del mindre vagnar byggdes till för att dras av traktorer. Stenröjningsvagnarna blev ombyggda på någon lokal smidesverkstad med ett Vinsch och en traverskran för att lyfta stenar.
Stenröjningen gick så till att man borrade ett hål i den sten som man önskade forsla bort, i hålet slogs en öglebult som låstes med en stålkil. Stenröjningsvagnens lyftkrok kopplades till öglan varvid stenen lyftes upp och lades ned på stenröjningsvagnens flak för att köras till ett lämpligt stenröse eller annan avstjälpningsplats.